# Trkmanské louky
Trkmanské louky este o arie protejată (sit de importanță comunitară — SCI) din Republica Cehă întinsă pe o suprafață de 19,03 ha, integral pe uscat.

## Localizare
Centrul sitului Trkmanské louky este situat la coordonatele 48°51′30″N 16°50′09″E / 48.858333°N 16.835833°E.

## Înființare
Situl Trkmanské louky a fost declarat sit de importanță comunitară în aprilie 2005 pentru a proteja 1 specie de plante.

## Biodiversitate
Situată în ecoregiunea panonică, aria protejată nu include niciun habitat protejat.
La baza desemnării sitului se află o specie protejată de  plante: Cirsium brachycephalum.